# 시몬스쥐여우원숭이
시몬스쥐여우원숭이(Microcebus simmonsi)는 마다가스카르의 베탐포나 특별 보존 지구와 자라메나 국립공원에서만 사는 것으로 알려져 있는 쥐여우원숭이의 일종이다. 이 종의 이름은 미국 네브래스카주의 오마하 헨리 둘리 동물원의 리 시몬스(Lee Simmons) 박사의 이름을 따서 지었다.
시몬스쥐여우원숭이는 동부 해안의 쥐여우원숭이들 중에서 가장 크다. 몸은 어두운 붉은 색에서 오렌지색의 갈색을 띠며, 윗머리는 검은 털이 씌워져 있고, 등 중앙까지 검은 줄무늬가 내려오기도 한다. 주둥이에 흰 점이 특징적이며, 배는 회색빛이 도는 흰색에서 흰색을 띤다.
이 발견은 2006년 6월 21일, 별도의 종인 미터마이어쥐여우원숭이(Microcebus mittermeieri)와 졸리쥐여우원숭이(Microcebus jollyae)의 발견과 함께 마다가스카르 안타나나리보의 국제보전단체 국제 심포지움에서 발표되었다. 또한 이 새로운 종들은 국제영장류학회지(International Journal of Primatology)에 공식 발표되었다.